# Ramsewak Shankar
Ramsewak Shankar (6 de noviembre de 1937) fue Presidente de la República de Surinam, gracias a una coalición entre el Partido de la Reforma Progresista y el Partido Nacional de Surinam, desde 1988 hasta 1990, siendo conocido este gobierno por ser el segundo constitucional del país luego de una serie de gobiernos dictatoriales de facto, y por ser el primero elegido por voto directo y universal. Fue derrocado en diciembre de 1990 por el comandante de las fuerzas armadas, Ivan Graanoogst, y posteriormente permaneció en el exilio.

## Biografía
Nació el 6 de noviembre de 1937 en el seno de una familia agrícola. Formado en la Universidad de Wageningen y perteneciente al grupo étnico hindú, se unió al Partido Unido Hindustaní. En mayo de 1969 fue nombrado ministro de Justicia y Policía. Más tarde en ese mismo año y durante el gobierno de Jules Sedney fue nombrado Ministro de Agricultura, Ganadería y Pesca. En 1971 renuncia para ser director de la Fundación para la Maquinaria Agrícola en Wageningen. Después de la independencia de Surinam en 1975 Shankar se convirtió en miembro del Comité para el Desarrollo de Surinam-Países Bajos. Pero en 1980 un golpe de Estado destituye a todos los miembros del Comité y los cambia por surinameses. Para 1981 Shankar se dedica a los negocios y a producir arroz.
Shankar se convirtió en Presidente de Surinam tras las elecciones celebradas en noviembre de 1987, las primeras tras el retorno a la democracia.

## Golpe de Estado de diciembre de 1990
El 22 de diciembre de 1990 el líder de las fuerzas armadas, Desi Bouterse, renunció a su cargo en protesta contra el presidente Shankar por no haber condenado el mandatario la prohibición a Bouterse de los Países Bajos  de entrar al país en el aeropuerto de Ámsterdam. Ivan Graanoogst fue el nuevo jefe del ejército después de Bouterse.
Shankar no pudo mantener la estabilidad contra los guerrilleros que estaban en contra del pacto de Guayana Francesa y empezaron a reclutar gente en la zona sur del país, comandados por el guerrillero Ronnie Brunswijk.
La creciente oposición contra Shankar se dio a conocer el 24 de diciembre de 1990, cuando los militares liderados por Ivan Graanoogst y Desi Bouterse tomaron las calles de Paramaribo y derrocaron al gobierno nacional. Al golpe de Estado se le conoce como el golpe del teléfono, puesto que Graanoogst llamó ese día a Shankar informándolo de que su gabinete había sido derrocado. Después se estableció una junta, tomándose la decisión de establecer a Graanoogst como presidente provisional de la República; este hecho marca el final de la democracia recién adquirida desde 1988.